# Санта-Крус (Віргінські острови)
Санта-Крус (Сент-Круа; англ. Saint Croix; ісп. Santa Cruz; нід. Sint-Kruis; фр. Sainte-Croix; дан. і норв. Sankt Croix; таїн. Ay Ay) — острів у Карибському морі, округ і район Американських Віргінських Островів, володіння США. Найбільший населений пункт на острові — Кристіанстед, де проживає 2 626 осіб.

## Історія
Першим з європейців острів відвідав Христофор Колумб 14 листопада 1493 під час свого другого походу до Нового Світу. Колумб назвав острів Санта-Крус, оголосивши його власністю іспанської корони.
З 1650 до 1733 року острів Санта-Крус перебував у володінні Франції.
13 червня 1733 Франція продала його Данській Вест-Індській компанії. Майже 200 років острови були відомі як Данська Вест-Індія.
Острів перейшов до США 1917 року за угодою, відповідно до якої Данія передала США всі острови Данської Вест-Індії в обмін на суму 25 000 000 доларів золотом. Під час національного референдуму 1916 року жителі Данії схвалили оборудку, віддавши 64,2 % голосів за продаж Данської Вест-Індії. Неофіційний референдум того ж року, проведений серед жителів острова, завершився з результатом 99,83 % голосів також на користь оборудки.

## Адміністративний поділ
Санта-Крус складається з таких районів (у дужках наведено число населення станом на 2010 рік):
1. Кристіанстед (2 626)
2. Фредерікстед (3 091)
3. Іст-Енд (2 453)
4. Нортсентрал (4 977)
5. Нортвест (4 863)
6. Сіон-Фарм (13 003)
7. Саутсентрал (8 049)
8. Саутвест (7 498)
9. Аннас-Гоуп-Вілледж (4 041)

## Відомі уродженці
- Густав Бадін (за іншою версією - народився в Африці) — шведський політик, спочатку був рабом, потім — придворний і мемуарист